# Phyllogomphoides pacificus
Phyllogomphoides pacificus – gatunek ważki z rodziny gadziogłówkowatych (Gomphidae). Występuje na terenie Ameryki Środkowej.